# Przystań (film 1997)
Przystań – polski film obyczajowy w reżyserii Jana Hryniaka z 1997 roku.

## Obsada
- Karolina – Maja Ostaszewska
- Jan – Rafał Królikowski
- Szymon – Tomasz Popławski
- Jola – Edyta Olszówka
- Matka Jana – Teresa Lipowska
- Wykładowca – Karol Strasburger
- Dyrektor szkoły – Jan Machulski
- Ojciec Szymona – Włodzimierz Maciudziński
- Rafał – Artur Żmijewski
- Bezdomny – Marek Perepeczko
- Konduktor – Zdzisław Rychter
- Konduktor – Krzysztof Feusette
- Uczestnik kursu – Jan Heba
- Uczestnik kursu – Jan Kozaczuk
- Uczestnik kursu – Arkadiusz Janiczek
- Kobieta w pociągu – Katarzyna Pawlak
- Sprzedawczyni na dworcu – Maria Maj
- Marek – Norbert Rakowski
- Mężczyzna w pociągu – Czesław Mroczek
- Nauczycielka w szkole – Kazimiera Utrata
- Mężczyzna na zakończeniu roku – Ryszard Chlebuś
- Mężczyzna na zakończeniu roku – Jacek Domański
- Sekretarka w szkole – Elżbieta Jarosik

## Opis fabuły
Karolina jest szkolną świetliczanką, praca ta jednak jej nie satysfakcjonuje. Spotyka Jana, który przyjeżdża do miasteczka, aby wziąć udział w seminarium dla "młodych biznesmenów". Na zaproszenie mężczyzny Karolina wyrusza do Warszawy, w ślad za nią podąża 12-letni Szymek, chłopiec zakochany w swojej "pani ze świetlicy". Okazuje się, że uciekł z domu, a Karolina musi zaopiekować się uciążliwym towarzyszem podróży. Karolina nakazuje czekać chłopcu w wyznaczonym miejscu, a sama idzie na spotkanie z Janem.